# Bahnhof Akkeshi
Der Bahnhof Akkeshi (jap. 厚岸駅, Akkeshi-eki) ist ein Bahnhof auf der japanischen Insel Hokkaidō. Er befindet sich in der Unterpräfektur Kushiro auf dem Gebiet der Stadt Akkeshi.

## Beschreibung
Akkeshi ist ein Zwischenbahnhof und früherer Trennungsbahnhof an der Nemuro-Hauptlinie. Diese führt von Takikawa über Obihiro und Kushiro nach Nemuro und wird von der Gesellschaft JR Hokkaido betrieben. Alle zwei bis drei Stunden verkehren Regionalzüge von Kushiro nach Nemuro und zurück, hinzu kommen einmal täglich die Eilzüge Nosappu und Hanasaki.
Der Bahnhof liegt nordwestlich des Stadtzentrums und ist von Westen nach Osten ausgerichtet. Er besitzt vier Gleise, von denen zwei dem Personenverkehr dienen. Diese liegen an einem Mittelbahnsteig, der durch eine gedeckte Überführung mit dem Empfangsgebäude an der Südseite der Anlage verbunden ist. Ein Fußgängersteg führt unmittelbar daneben über die Gleise, ist aber nicht mit dem Bahnsteig verbunden.

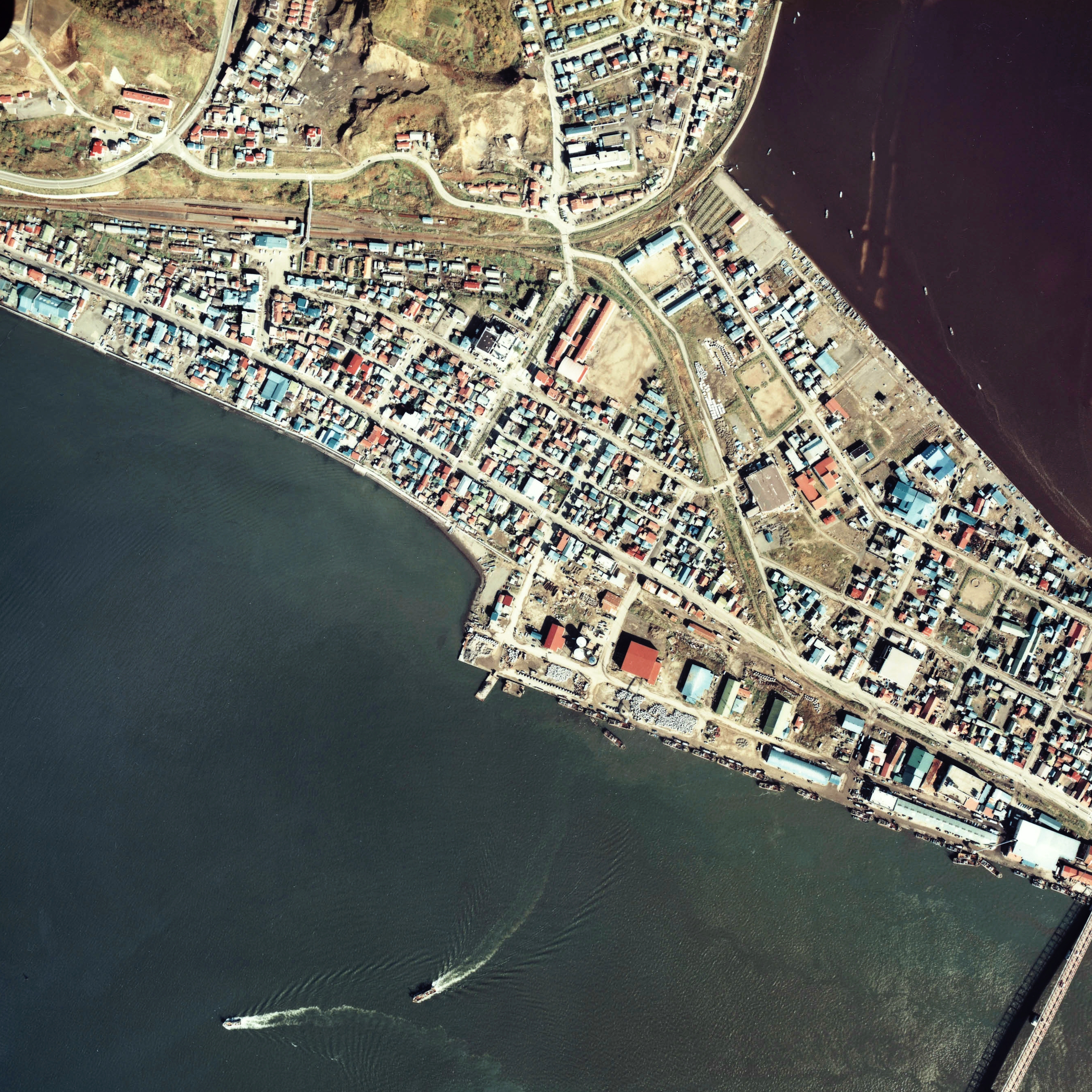
Luftansicht (1978)

Vor dem Bahnhof befindet sich eine Bushaltestelle der Gesellschaft Kushiro Bus.

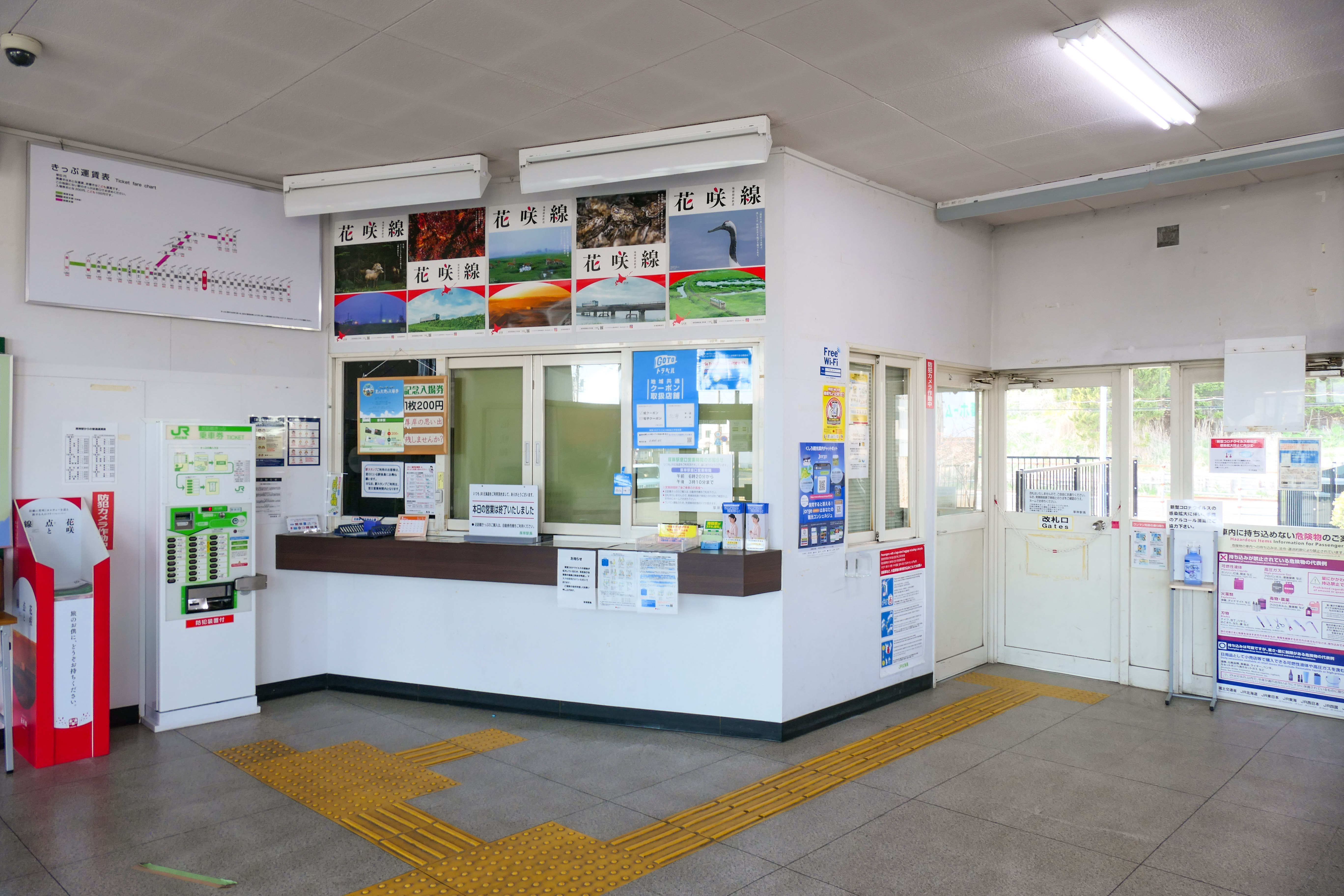
Ticketschalter (Mai 2021)

## Geschichte
Das Eisenbahnamt (das spätere Eisenbahnministerium) eröffnete am 1. Dezember 1917 den Abschnitt Kushiro–Akkeshi der Nemuro-Hauptlinie. Gleichzeitig nahm sie eine 1,2 km lange Anschlussstrecke zum Hafen in Betrieb; der dortige Bahnhof Hama-Akkeshi (浜厚岸) diente jedoch nur dem Güterverkehr. Am 25. November 1919 folgte die Eröffnung des Abschnitts nach Attoko, wodurch Akkeshi zu einem Trennungsbahnhof wurde. Zwei Jahre später war die Strecke nach Nemuro vollendet.
1965 ersetzte die Japanische Staatsbahn das bisherige Empfangsgebäude durch einen Neubau. Am 15. November 1982 legte sie die Zweigstrecke zum Hafen still und am 1. November 1986 stellte sie die Gepäckaufgabe ein. Im Rahmen der Staatsbahnprivatisierung ging der Bahnhof am 1. April 1987 in den Besitz der neuen Gesellschaft JR Hokkaido über. Seit 1999 ist Akkeshi der einzige mit Personal besetzte Bahnhof zwischen Kushiro und Nemuro.